# Kalanchoe schimperiana

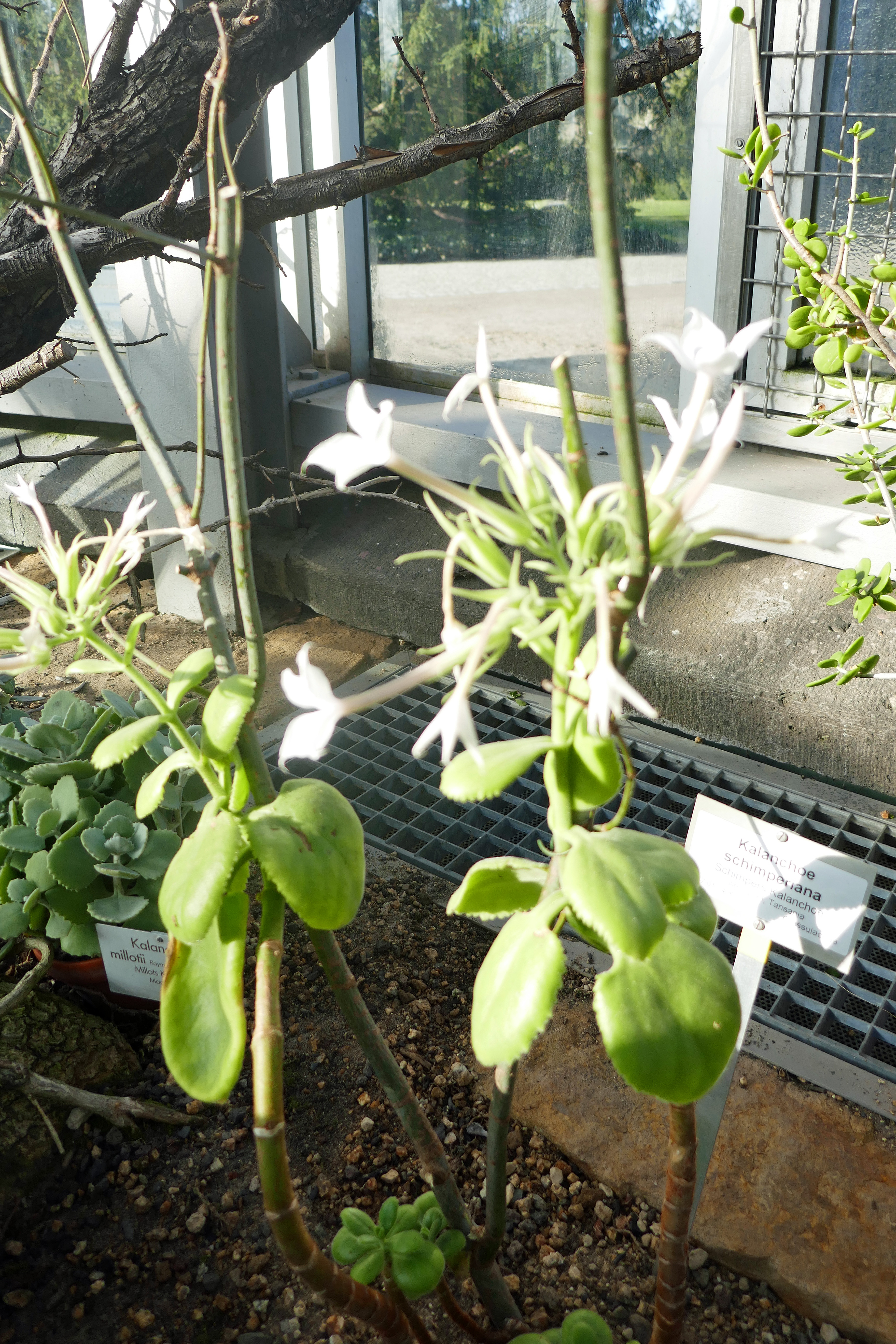
Kalanchoe schimperiana

Kalanchoe schimperiana és una espècie de planta suculenta del gènere Kalanchoe, de la família de les Crassulaceae.

## Descripció
És una suculenta frondosa, menys cultivada que altres espècies d'aquest gènere, apreciada per les seves atractives flors a principis de primavera.
Herba perenne de 0,4 a 1 m d'alçada, tija glandular-pubescent o glabra per sota, pubescent per sobre.
Les fulles són peciolades; limbe ovat a suborbicular, de fins a 11 cm de llarg, 10 cm. ample, vèrtex obtús, base encongida bruscament al pecíol, marges crenats a crenats-serrats, pubescents glandulars, de vegades escassos o glabres; pecíol de fins a 3 cm de llarg.
La inflorescència de fins a 20 cm. llarg, densament amb pèls glandulars, enganxifosa; pedicels de 5 a 20 mm llarg.
Lòbuls del calze lanceolats, de 10 a 30 mm de llarg i de 3 a 6 mm d'ample, gairebé lliures o connectats fins a 1 mm. a la base, densament glandular-pubescent. Corol·la blanca, glandular-pubescent; tub de 50 a 65 mm de llarg; lòbuls oblongs-ovats a amplament obovats, de 15 a 20 mm de llarg i de 8 a 14 mm d'ample, mucronat (mucró ± 2 mm. de llarg). Anteres amb glàndules apicals; estams episèpals d'1 a 5 mm inclosos dins del tub de la corol·la; anteres oblongues, ± 2,3 mm de llarg i 1,3 mm d'ample; estams epipètals amb anteres parcialment o totalment exercides, anteres oblongues, ± 2 mm de llarg i 1,2 mm d'ample.

## Distribució
Planta endèmica d'Eritrea, Etiòpia, Tanzània i el Iemen. Creix sobre roques; de 900 a 2100 m d'altitud.

## Taxonomia
Kalanchoe schimperiana va ser per Achille Richard (A.Rich.) i publicada a Tentamen Florae Abyssinicae seu Enumeratio Plantarum hucusque in plerisque Abyssiniae. 1: 310. 1848.

#### Etimologia
Kalanchoe: nom genèric que deriva de la paraula cantonesa "Kalan Chauhuy", 伽藍菜 que significa 'allò que cau i creix'.
schimperiana: epítet atorgat en honor del botànic alemany Georg Wilhelm Schimper.

#### Sinonímia
- Cotyledon deficiens Hochst. & Steud
- Kalanchoe neumannii Engl.